# Asínia Pol·lió
Asínia o Asínia Pol·lió (en llatí Asinia Pollio) va ser la filla de Gneu Asini, cònsol l'any 40 aC i germana de Gai Asini Pol·lió. Es va casar amb Marcel Aserní (Marcellus Aserninus) i va ser la mare de Marcel Aserní el jove, que va ser instruït en retòrica pel seu avi Gneu.